# 근육상피세포

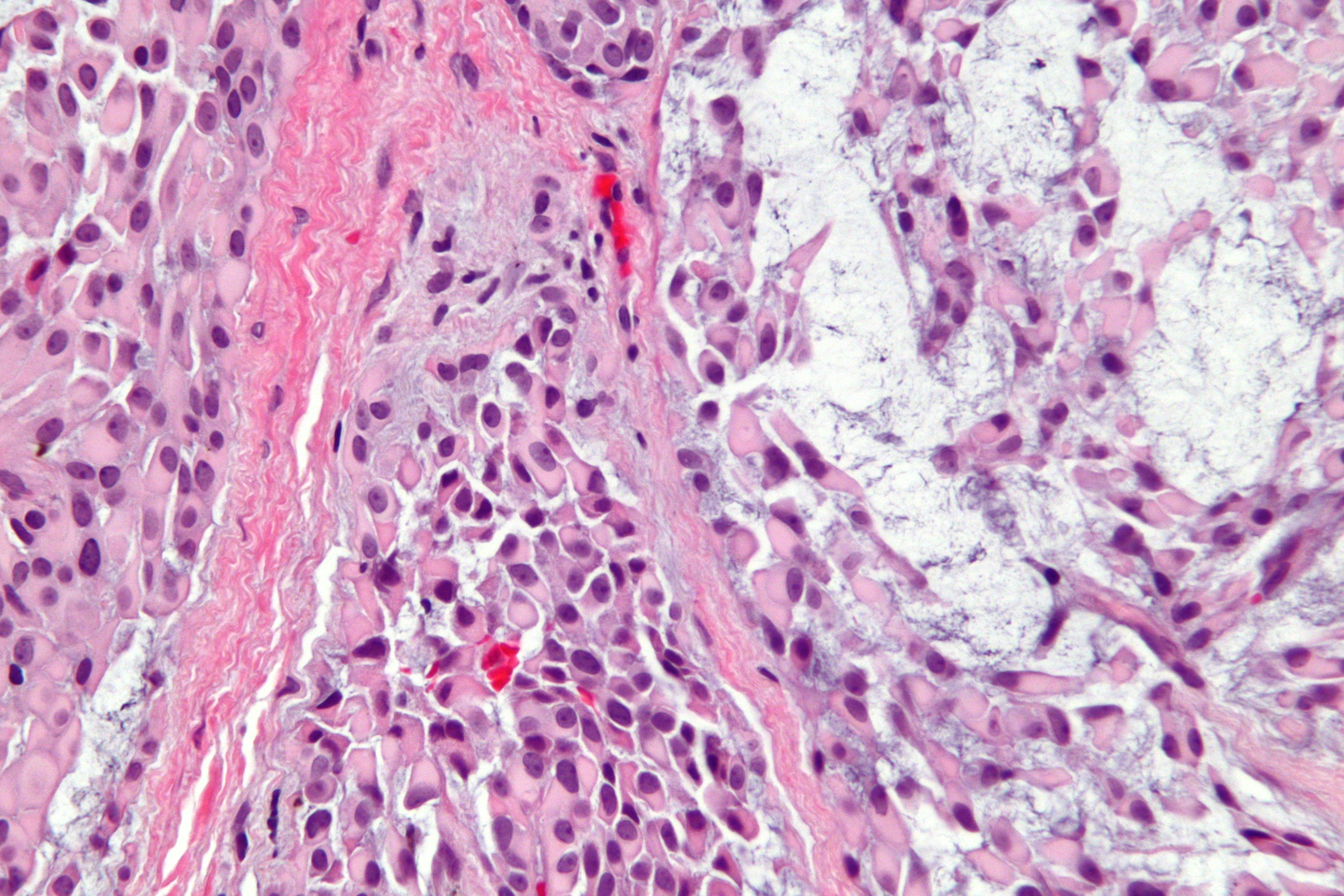

근육상피세포(myoepithelial cell) 또는 근상피세포는 일반적으로 외분비선의 선방이나 도관의 내부를 덮는 샘 상피세포와 기저막의 사이에 있는 세포를 일컫는다. 근상피세포에 풍부하게 존재하는 α 평활근 액틴(αSMA)과 마이오신의 구조체가 수축하여 외분비선의 분비물 배출을 촉진하는 것으로 추측된다. 근상피세포는 땀샘, 젖샘, 눈물샘, 침샘, 기관지샘, 식도샘에 있다. 어떤 종류의 근상피세포는 상피의 기저층을 구성하고, 상피의 전구세포나 줄기세포를 포함한다. 상처가 치유될 때, 근상피세포는 보상적으로 증식한다. 어떤 조직이 증식할 때 근상피세포가 있으면 양성, 근상피 세포가 없으면 악성종양인 경우가 많다. 그러나 샘 근상피종, 샘꼴 낭포암, 근상피암과 같은 드문 악성 종양에서는 종양화된 근상피세포가 포함되어 있다.
유방 섬유 선종 의 세포 진단에 나타나는 양극성 나핵은 대부분이 근상피세포 유래이다.

## 같이 보기
- 동공 확대근